# Rubus bonatianus
Rubus bonatianus là loài thực vật có hoa trong họ Hoa hồng. Loài này được Focke miêu tả khoa học đầu tiên năm 1914.